# Molí d'Enfesta
El Molí d'Enfesta és una masia situada prop del nucli homònim, al terme municipal de la Molsosa (Solsonès). Originalment era un molí fariner i actualment ha estat rehabilitada per a destinar-la a turisme rural.

## Història
El 1745, el comerciant i flequer barceloní Oleguer Guitart i Gorch va adquirir el castell i el lloc d'Enfesta, incloent-hi el seu molí fariner, a Maria d'Aguilar, baronessa de Segur, i al seu fill Ramon de Copons i d'Aguilar, convertint-se així en senyor jurisdiccional d'aquest lloc i de la quadra de Mantellí.

## Descripció
Està situada a 488 m d'altitud, a l'extrem nord-oest del municipi, en un enclau separat per una franja d'1'5 km que pertany al terme municipal de Calonge de Segarra, amb el qual limita pel sud i per l'est.
És de planta quadrada, amb cossos annexos que a la llarga han acabat format part de l'habitatge familiar. Està feta amb materials tradicionals de l'època, parets de pedra i coberta a dues aigües de teula àrab. Hi destaca la llinda (amb data de 1698) i els brancals de pedra de la planta baixa i la primera. La planta segona o sota-coberta ha estat remuntada posteriorment amb una estructura de coberta totalment nova. A la planta baixa hi ha el molí original amb una entrada flanquejada amb un arc ogival de pedra.